# Voeren
Voeren (francese Fourons, limburghese Voere, vallone Foron) è un comune belga di 4 261 abitanti di lingua olandese con una forte minoranza di lingua francese; è situato nella provincia fiamminga del Limburgo belga.
Il comune fa parte dell'Arrondissement di Tongeren e conta 4 312 abitanti, di cui circa la metà francofoni su una superficie di 50 km².
Nonostante faccia parte della provincia del Limburgo, si tratta di un'exclave nella regione Vallonia ed è dunque separata dal resto del Limburgo fiammingo da una parte della provincia vallona di Liegi.
È la sola parte della provincia del Limburgo a ritrovarsi sulla riva destra della Mosa, la cosiddetta regione dell'Oltre Mosa.
Il comune di Voeren è stato riattaccato nel 1963 alla provincia fiamminga del Limburgo, a seguito della fissazione definitiva della frontiera linguistica in Belgio in questo stesso anno. Questo malgrado la volontà dei suoi abitanti di restare nella provincia di Liegi.
Il comune comprende le sei antiche località di:
- 's-Gravenvoeren (Fouron-le-Comte)
- Sint-Martens-Voeren (Fouron-Saint-Martin)
- Sint-Pieters-Voeren (Fouron-Saint-Pierre)
- Moelingen (Mouland)
- Remersdaal
- Teuven

Il territorio si trova nella valle della Voer, che si getta alla destra della Mosa a Eijsden, nei pressi di Maastricht nei Paesi Bassi.
Il comune è circondato dai territori della provincia di Liegi: Visé a sud e ad ovest, Dalhem e Aubel a sud e Plombières a est, salvo che a nord, dove corre la frontiera coi Paesi Bassi.

## Questione linguistica
Storicamente, la maggior parte degli abitanti parlava la lingua locale, un dialetto conosciuto localmente con il nome di Plattdüütsch, una variazione del limburghese. La lingua amministrativa in vigore dall'instaurazione dello Stato belga nel 1830 fu il francese.
Nel corso del XX secolo, gli abitanti adottarono progressivamente o l'olandese o il francese. I francofoni rappresentavano all'epoca il 60% della popolazione, contro il 40% dei parlanti la lingua olandese. Prima della determinazione ufficiale della frontiera linguistica (1963), il territorio apparteneva alla provincia di Liegi, la popolazione locala parlava il limburghese ma aveva l'uso di parlare il francese in pubblico. Nel 1963, i comuni a facilitazione linguistica vennero stabiliti. Gli abitanti di Fourons erano allora generalmente quadrilingue (limburghese, olandese, francese, tedesco). Nel 2005, si parla olandese o francese. Solo la gente di oltre 50 anni parla ancora il limburghese.
Alle elezioni comunali, la maggioranza francofona normalmente governava, il che provocava delle tensioni regolari con il potere provinciale di lingua olandese di tutela (il comune dipende dalla provincia di Limburgo dal 1º settembre 1963) e con la minoranza fiamminga; i problemi diventarono spesso di primario interesse nella politica interna belga, da ricordare il problema di José Happart che ha causato la caduta del sesto governo Martens il 21 ottobre 1987.
Infatti questi aveva vinto le elezioni municipali ed era stato proposto come borgomastro, ma a causa del fatto che non parlava in olandese, non poteva essere nominato in un comune fiammingo, malgrado la volontà democraticamente espressa dalla popolazione.
È quindi Nico Droeven, membro dello stesso partito di Happart ma che conosceva il olandese, a ottenere il posto. José Smeets gli succederà nel 1994.
In occasione delle elezioni municipali dell'8 ottobre 2000, è il partito fiammingo che vince le elezioni per un seggio sul partito vallone "Ritorno a Liegi" grazie ai voti olandesi. Tuttavia, per le elezioni del Centro pubblico di azione sociale (OCMW/CPAS), "Ritorno a Liegi" ha conservato la maggioranza a causa del fatto che per questo voto i cittadini olandesi non potevano partecipare mentre, per il voto municipale, il diritto di elettorato attivo e passivo era stato accordato per la prima volta ai cittadini di altri Stati membri dell'Unione europea residenti nel comune. Nel caso di Fourons, si trattava di olandesi che, in ragione delle loro affinità linguistiche, hanno votato per il partito fiammingo. 
Tuttavia, ci sono voluti più di sei mesi prima che Huub Broers potesse diventare il primo borgomastro fiammingo di Fourons.
La situazione resta tuttora problematica ed i francofoni si trovano in posizione leggermente minoritaria.

### Risultati del censimento linguistico per villaggio
NL = olandese
FR = francese
|                     | 1930 NL | 1930 FR | 1930 NL | 1930 FR | 1947 NL | 1947 FR | 1947 NL | 1947 FR |
| ------------------- | ------- | ------- | ------- | ------- | ------- | ------- | ------- | ------- |
| Moelingen           | 469     | 177     | 72,8%   | 27,2%   | 182     | 487     | 43,7%   | 56,3%   |
| 's Gravenvoeren     | 922     | 307     | 75,0%   | 25,0%   | 521     | 672     | 43,7%   | 56,3%   |
| Sint-Martens-Voeren | 805     | 88      | 90,1%   | 9,9%    | 480     | 348     | 58,0%   | 42,0%   |
| Sint-Pieters-Voeren | 249     | 38      | 86,8%   | 13,2%   | 163     | 164     | 49,8%   | 50,2%   |
| Teuven              | 538     | 54      | 90,9%   | 9,1%    | 283     | 324     | 46,6%   | 53,4%   |
| Remersdaal          | 316     | 102     | 75,6%   | 24,4%   | 92      | 294     | 23,8%   | 76,2%   |
| Voeren              | 3.299   | 766     | 81,2%   | 18,8%   | 1.721   | 2.289   | 42,9%   | 57,1%   |